# Franz Xaver Niedermayer
Franz Xaver Niedermayer SDB (* 19. Dezember 1882 in Rinding bei Ebersberg; † 4. September 1969 in Benediktbeuern) war ein deutscher katholischer Ordenspriester und Provinzial der Salesianer Don Boscos.
Franz Xaver Niedermayer entschied sich, Salesianer Don Boscos zu werden, und ging 1900 als Spätberufener nach Penango. Nach dem Ordenseintritt war er 1907 als Kleriker bei jenen sechzig deutschen Spätberufenen, die bei einem Ausflug in das Bergdorf Aurano von einer elektrischen Spannung von größter Wucht getroffen wurde. Während zwei Schüler starben, wurde Niedermayer schwer verletzt und erst nach vier Wochen wieder gesund. Nach der Priesterweihe 1912 in Turin folgte die Promotion zum Doktor der Theologie an der Universität Turin.
Die erste Wirkungsstätte Pater Niedermayers in Österreich war die des Verwaltungsleiters in der Niederlassung der Salesianer im dritten Wiener Bezirk. 1914 wirkte er für kurze Zeit in Oświęcim (Auschwitz) als Theologiedozent. 1916 wurde er zum ersten Direktor der ersten Niederlassung der Salesianer im heutigen Deutschland in Würzburg bestimmt. Nachdem August Hlond 1922 zum Apostolischen Administrator für Ostoberschlesien bestimmt worden war, wurde Niedermayer Nachfolger als Provinzial der Deutsch-(Österreichisch-)Ungarischen Provinz. Er bewirkte die Gründung einer Niederlassung in Schweden 1930 und in den Niederlanden 1937. Ebenso fällt in seine Amtszeit der Erwerb des Klosters Benediktbeuern als deutschen Studentats, der heutigen Philosophisch-Theologischen Hochschule Benediktbeuern. 1934 fanden unter der Leitung Pater Niedermayers die Feierlichkeiten zur Heiligsprechung Don Boscos am 1. April 1934 im deutschsprachigen Raum statt.
1935 wurde die Großprovinz in eine deutsche und eine österreichische Provinz geteilt, so dass sich die Verantwortungsbereich Niedermayers verkleinerte. 1941 endete seine Amtszeit als Provinzial, sein Nachfolger wurde Theodor Seelbach. Bis 1946 zog er sich als Krankenseelsorger nach Bad Wörishofen zurück, bis ihn Seelbach zum Direktor in Benediktbeuern berief, um einen gesunden Wiederaufbau des Studentats zu garantieren. Nach Ende seiner Amtszeit 1952 wirkte er dort einige Jahre als Dozent für Moraltheologie. Eine enge Freundschaft pflegte er mit dem Augsburger Bischof Joseph Freundorfer. Er und sein Mitbruder Karl Mindera förderten die erste Nachkriegsausstellung von Gemälden Franz Marcs im Kloster Benediktbeuern.